# Jan Lomoz
Jan Lomoz (13. února 1890 Záběhlice u Dobříše – 26. března 1957 Praha) byl farář, diecézní tajemník a správce pražské diecéze Církve československé.

## Život
Narodil se 13. února 1890 v Záběhlicích u Dobříše jako nejstarší syn rolníka Františka Lomoze a Františky, rozené Chvátalové. Gymnázium navštěvoval v Příbrami, celá studia absolvoval s vyznamenáním. Za gymnazijních let byl literárně činný a zajímal se o historii a filozofii. Na přání matky se ale nakonec rozhodl pro studium teologie. Po maturitě vstoupil do kláštera řádu Křižovníků s červenou hvězdou v Praze I, teologická studia absolvoval v letech 1910–1915 na pražské Bohoslovecké fakultě Univerzity Karlo-Ferdinandovy. Během studií se seznámil s pozdějším třetím patriarchou Církve československé (husitské) Františkem Kovářem. Dne 4. července 1915 byl pražským arcibiskupem Lvem Skrbenským vysvěcen na kněze. Až do srpna 1920 působil jako kaplan v Praze u sv. Františka, administrátor ve Slivenci u Prahy a kaplan v Unhošti u Kladna.
Po vnitřním boji se v srpnu 1920 rozhodl opustit křížovnický klášter, uzavřít sňatek s vdovou Růženou Vendyšovou, rozenou Nácovskou, a vstoupil do mladé Církve československé. Trvalo však ještě nějaký čas, nežli v něm uzrálo rozhodnutí aktivně se zapojit do praktické služby v nové církvi. Na výzvu tehdejšího generálního vikáře československé konzistoře Antonína Procházky přijal administrativní místo v kanceláři konzistoře a přitom částečně vypomáhal s bohoslužbami v chrámu sv. Mikuláše na Starém Městě v Praze. V dubnu 1921 byl ustanoven nejprve pomocným duchovním a následně i farářem náboženské obce v Praze na Vinohradech, kde působil až do března 1929.
V dubnu 1928 zvolilo diecézní shromáždění Jana Lomoze do Pražské diecézní rady CČS, kde vykonával funkce druhého místopředsedy a tiskového a ideového referenta. Po necelém roce byl 16. března 1929 povolán do úřadu tajemníka pražské diecéze. V této funkci byl zároveň generálním vikářem biskupa-patriarchy Gustava A. Procházky, po jehož smrti se stal 21. února 1942 správcem pražské diecéze. S novou funkcí přibylo též členství v ústřední radě, kde byl zvolen zapisovatelem.
Během svého působení ve funkci správce největší diecéze musel Jan Lomoz překonávat nejen potíže s okupační mocí, ale i pnutí uvnitř vlastní církve. Zásadní zlom v jeho životě nastal 20. ledna 1944, když stejně jako kupříkladu synodní senior Českobratrské církve evangelické Josef Křenek obdržel pozvání do nově ustavené aktivistické České ligy proti bolševismu. O dva dny později Jan Lomoz odeslal přípravnému výboru Ligy zamítavý dopis, v němž vysvětlil svůj postoj k této organizaci. Své stanovisko 14. února 1944 oznámil i ústřední radě, a aby nemohlo být jeho rozhodnutí zpochybňováno, současně rozeslal duchovním a některým význačným laikům (i mimo církev) důvěrný oběžník, v němž popsal důvody, které ho k odmítnutí vstupu vedly.
O Lomozově zamítavém postoji k Lize byl 5. dubna 1944 informován německý státní ministr pro Čechy a Moravu Karl Hermann Frank, kterému byly po dalším prošetření předloženy i kárné návrhy proti jednotlivým „sabotérům“ Ligy. V případě Jana Lomoze bylo rozhodnuto, že mu bude vyjádřena nedůvěra ze strany ministerstva školství a národní osvěty a že má neprodleně opustit veškeré církevní funkce. Lhůta byla stanovena do 10. července 1944. Jan Lomoz tedy na „přání“ ministra Emanuela Moravce 10. července rezignoval na funkci správce pražské diecéze, zároveň se však rozhodl setrvat v úřednické funkci tajemníka diecézní rady. S jeho „troufalým“ rozhodnutím byl 20. října 1944 seznámen K. H. Frank, který do Lomozova spisu připsal: Zavřít!, a vyžádal si, aby byl o provedení svého příkazu informován. Jan Lomoz byl zatčen 14. prosince 1944. Časně ráno přišel do jeho pražského bytu vrchní kriminální tajemník církevního oddělení Kurt F. Oberhauser s dalšími dvěma příslušníky církevního referátu pražské služebny gestapa a po důkladné domovní prohlídce ho odvezli do Petschkova paláce. Tam byl podroben výslechu a poté odvezen na Pankrác. Během vyšetřování se mu Oberhauser snažil dokázat, že chtěl obejít nařízení ministra Moravce a nadále spravovat pražskou diecézi jako její tajemník. Na Pankráci v cele č. 207 byl Jan Lomoz vězněn do počátku února 1945.
Dne 6. února 1945 byl Jan Lomoz transportován do Malé pevnosti v Terezíně. V policejní věznici pražského gestapa byl přidělen do cely č. 6 na I. dvoře. Setkal se zde s několika jezuity, se kterými ho pojily bratrské vztahy. Dne 2. března 1945 mu na cele přibyl další milý společník, československý farář z Ledče nad Sázavou Josef Kracík. Až do svého přestěhování na celu č. 35 tak Jan Lomoz trávil nejvíce času právě s ním. Již během věznění na Pankráci se u Jana Lomoze začaly projevovat zdravotní obtíže, které naplno propukly právě v Malé pevnosti. Díky Jiřímu Syllabovi, který do Terezína přijel stejným transportem jako Jan Lomoz, a spoluvězni dr. Karlu Novákovi, který byl rovněž členem Církve československé (husitské), byl s vysokými horečkami a těžkou bronchitidou umístěn na marodku. Když po válce vzpomínal na osobnosti, které ho během věznění nejvíce ovlivnily, zaznělo vedle jména docenta Syllaby i jméno spisovatele Bedřicha Čurdy-Lipovského, se kterým se spřátelil právě během pobytu na marodce. Koncem dubna 1945 v Malé pevnosti naplno propukla epidemie skvrnitého tyfu. Nemocných rychle přibývalo a nebylo je kam umístit, neboť pevnost byla již značně přeplněna. Docent Syllaba přišel s návrhem, aby byli propuštěni tuberkulózní vězni, čímž by se získalo místo pro vězně nakažené tyfem. S tímto řešením nakonec – nemaje jiné východisko – souhlasil i velitel Malé pevnosti Heinrich Jöckel. Lékař Syllaba okamžitě začal pořizovat seznam osob navržených k propuštění, který čítal na 230 vězňů. Propouštěcí rozkaz byl schválen a oznámen 30. dubna 1945 s tím, že tuberkulózní vězni budou druhý den ráno propuštěni. Byli mezi nimi i Jan Lomoz a Bedřich Čurda-Lipovský.
Po odbavení se 1. května 1945 za propuštěnými vězni definitivně zavřela brána Malé pevnosti. Hned následujícího dne informoval Jan Lomoz v dopise diecézní radu o svém propuštění a zároveň požádal z důvodů nemoci o dvouměsíční zdravotní dovolenou, po které se chtěl opět vrátit do úřadu diecézního tajemníka. Proti se ale postavila Ústřední národní správa CČS, která se s posvěcením Nejedlého ministerstva školství a osvěty 14. května 1945 ujala správy církve. Jan Lomoz se s postupem národních správců nehodlal smířit. Namísto požadované několikaměsíční zdravotní dovolené obdržel od samozvaného vedení církve oznámení, že se mu nařizuje dovolená s okamžitou platností, což se v podstatě rovnalo suspenzi. Opakovaně se proto obracel na zástupce církevní národní správy s žádostí, aby se mohl po vyléčení vrátit do své funkce. Nové vedení církve ale stále trvalo na původním rozhodnutí. Celá poválečná kauza Jana Lomoze byla nakonec ukončena 2. listopadu 1946 jeho vynuceným odchodem do výslužby. K tomuto datu byl v osobním výkazu stále veden jako diecézní tajemník, přestože fakticky tuto funkci nemohl vykonávat.
Válečný správce pražské diecéze přesto na svou církev nezanevřel. Zapojil se do vzniku Sdružení duchovních-účastníků druhého odboje v Církvi československé, které se poprvé sešlo 11. a 12. října 1947 na slavnostech v Havlíčkově Brodě a Humpolci. Stal se předsedou přípravného výboru Sdružení duchovních – účastníků druhého odboje, který se sešel ještě před zmiňovanými dvěma slavnostmi v pražském vinohradském sboru. Po zahajovacím sjezdu pak v něm dále působil. Ani na sklonku života nebylo Janu Lomozovi dopřáno klidu. K jeho zdravotním obtížím se přidala i vážná choroba manželky Růženy. V roce 1953 navíc někdo udáním upozornil na skutečnost, že manželé Lomozovi obývají ve Farského ulici v Praze VII příliš velký byt, čímž se postaral o jejich brzké vystěhování. Jan Lomoz zemřel 26. března 1957 ve věku 67 let.